# Bloemfontein
Bloemfontein (wymowa afrikaans: [blumfontɛin]) – miasto w Południowej Afryce, stolica sądownicza tego państwa, ośrodek administracyjny prowincji Wolne Państwo (do 1995 Wolne Państwo Orania). Położone 1395 m n.p.m. 256,2 tys. mieszkańców (2011). Miasto założone w 1846 roku.
Ośrodek przetwórstwa owoców, produkcji szkła i mebli. W mieście rozwinął się przemysł energetyczny, spożywczy, skórzany, włókienniczy, metalowy, szklarski, gumowy oraz kolejowy.
Posiada lotnisko i stadion (Free State Stadium), na którym były rozgrywane mecze MŚ 2010.

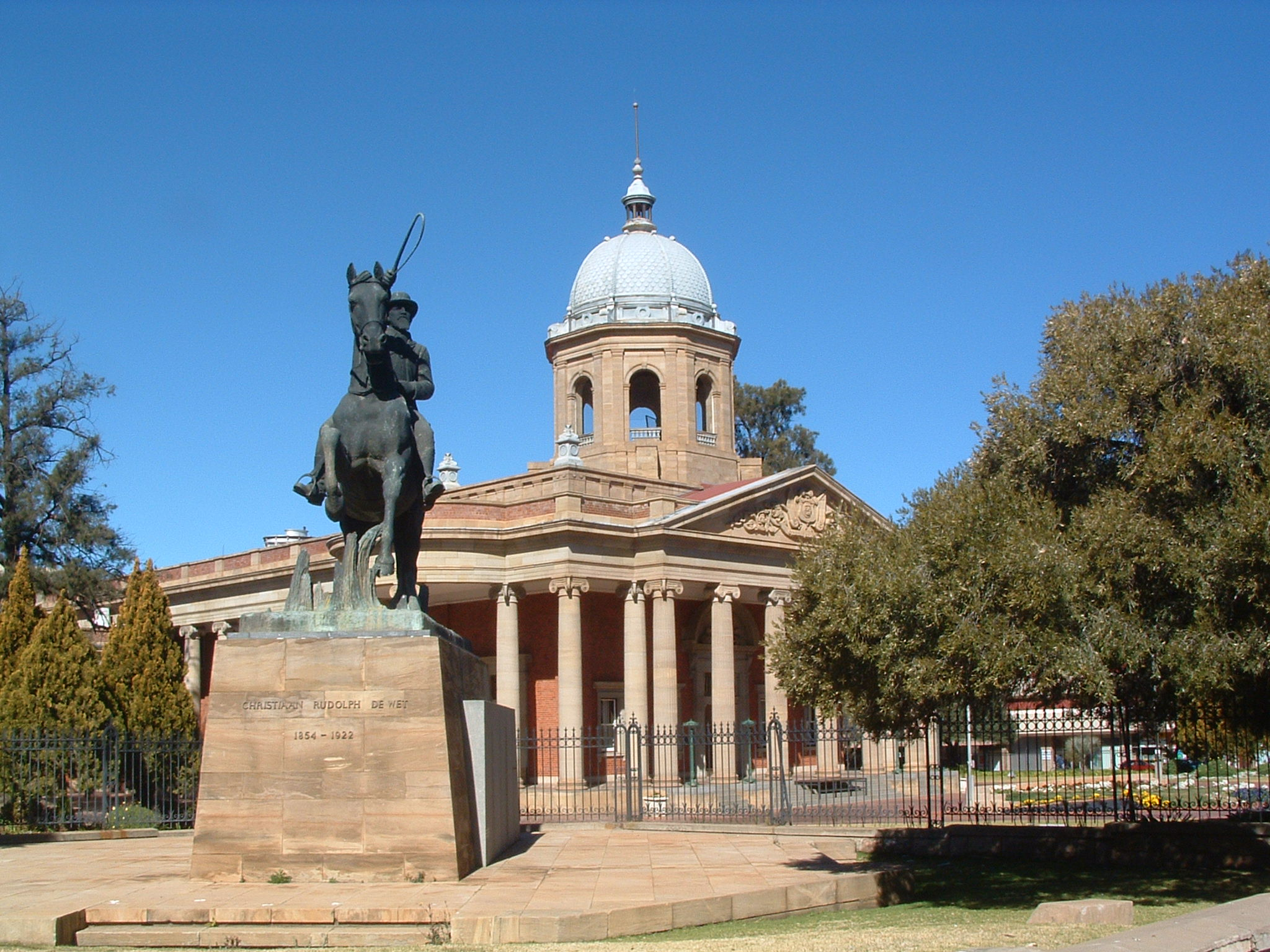
Budynek parlamentu Wolnego Państwa (wybudowany w 1893 roku), przed nim pomnik Christiaana De Weta

W tej miejscowości urodził się John Ronald Reuel Tolkien, autor m.in. powieści Hobbit i Władca Pierścieni.
W mieście znajduje się stacja kolejowa Bloemfontein.
W czasie II wojny burskiej Brytyjczycy założyli tu jeden z obozów koncentracyjnych, w którym internowali ludność cywilną (głównie kobiety i dzieci) z objętych walkami obszarów w celu stłumienia wojny partyzanckiej.
W czasie II wojny światowej w Bloemfontein mieściła się 62 Szkoła Lotnicza Południowoafrykańskich Sił Powietrznych. Od lipca do października 1944 w szkole tej szkolili się polscy oficerowie artylerii, którzy następnie stanowili personel latający 663 Dywizjonu Samolotów Artylerii.
Bloemfontein był jednym z gospodarzy Mistrzostw Świata w Piłce Nożnej w 2010 roku.

## Demografia[3]
Według spisu z 2011 roku Bloemfontein zamieszkiwało 256 185 ludzi, z czego kobiety stanowiły 50,5% (129 372), a mężczyźni 49,5% (126 813).
Podział rasowy według spisu z 2011 roku:
- Czarnoskórzy – 143 736 (56,11%)
- Biali – 76 325 (29,79%)
- Koloredzi – 32 827 (12,81%)
- Azjaci – 2 100 (0,82%)
- pozostali – 1 196 (0,47%)

Pierwszy język:
- afrikaans – 42,5%
- sotho – 33,4%
- angielski – 7,5%
- xhosa – 7,1%
- inne – 9,5%